# Papiro 47
O Papiro 47 ({\displaystyle {\mathfrak {P}}}47) é um antigo papiro do Novo Testamento que contém fragmentos dos capítulos nove, onze, dezesseis e dezessete do Apocalipse de João (9:10-11:3; 11:5-16:15; 16:17-17:2).